# Sexta-Feira 13 - Parte 2
Sexta-Feira 13 - Parte 2 (em inglês:  Friday the 13th Part II ou Friday the 13th Part 2) é um filme americano de terror de 1981, produzido e dirigido por Steve Miner e escrito por Ron Kurz. É a sequência de Friday the 13th (1980) e o segundo filme da franquia homônima. Amy Steel e John Furey interpretam os papéis principais, enquanto Adrienne King, Betsy Palmer e Walt Gorney retornam em seus papéis da primeira parte. No enredo, um grupo de monitores de acampamento chega a um centro de treinamento perto de Crystal Lake, porém, um agressor desconhecido começa a assassiná-los. O longa-metragem é o primeiro a apresentar Jason Voorhees como o principal antagonista, uma tendência que se manteve nas demais sequências da série.
A produção não foi inicialmente planejada como uma sequência direta, mas sim como parte de uma cinessérie antológica baseada na superstição da sexta-feira 13. No entanto, diante da popularidade do final surpresa do primeiro filme, os cineastas optaram por reviver Jason e continuar com a história e a mitologia em torno do acampamento de Crystal Lake. As filmagens ocorreram entre outubro e novembro de 1980 em regiões interioranas de Connecticut. Assim como o longa original, Friday the 13th Part 2 enfrentou oposição da Motion Picture Association of America, que considerou sua "violência acumulativa" como problemática e exigiu vários cortes para permitir que o filme fosse exibido nos cinemas com uma classificação etária mais branda.
O filme chegou aos cinemas da América do Norte em 1 de maio de 1981. Embora não tenha sido tão lucrativo quanto o original, Friday the 13th Part 2 estreou em primeiro lugar e obteve uma bilheteria estimada em 21,7 milhões de dólares nos Estados Unidos, ante seu orçamento 1,25 milhão de dólares. Apesar do moderado sucesso de público, o longa foi recebido negativamente pela maior parte da crítica especializada na época de seu lançamento. Contudo, passou a ser avaliado de forma mais positiva nos anos seguintes, principalmente por sua introdução de Jason, que posteriormente se tornaria uma das figuras mais reconhecíveis dos filmes de terror, como um vilão. Uma sequência direta, Friday the 13th Part III, foi lançada em 1982.

## Enredo
Dois meses após o massacre no acampamento Crystal Lake, a sobrevivente Alice tenta superar os traumas vividos naquela noite de sexta-feira 13, porém ao ir preparar comida para seu gato ela encontra a cabeça decapitada de Pamela Voorhees na geladeira e é morta por um intruso. Cinco anos depois, Paul Holt abre um centro de treinamento de monitores em Crystal Lake, ao lado do acampamento que agora está condenado. Quando os estagiários Jeff e Sandra chegam à cidade, Crazy Ralph os alerta para irem embora. No caminho, os dois se juntam a Ted, outro estagiário, que comenta que naquela área funcionou o "Acampamento Sangrento".
Já de noite, ao redor da fogueira, Paul conta aos monitores que, segundo a lenda local, Jason Voorhees não se afogou quando criança e ainda vive naquela região. Ralph vai ao acampamento, onde é estrangulado com arame farpado por um desconhecido. No dia seguinte, Sandra insiste que Jeff vá com ela  até o acampamento Crystal Lake, mas ao entrarem no terreno um policial aparece e os escolta de volta ao centro de treinamento e adverte Paul que ele deveria mudar para um local mais distante do acampamento. Ao dirigir de volta à cidade, o policial avista um homem correndo em direção ao acampamento e o persegue até uma cabana em ruínas onde é assassinado com uma martelada no crânio.
À noite, Paul e sua namorada Ginny levam alguns monitores a um bar, mas Jeff, Sandra, Terry, Scott, o cadeirante Mark e Vickie ficam no acampamento. Terry sai para caminhar e resolve nadar nua no lago. Scott, que estava a espiando pega suas roupas e foge de Terry pela floresta mas acaba ficando preso numa armadilha de corda. Terry vai buscar uma faca para cortar a corda ao mesmo tempo que alguém mata Scott cortando sua garganta. Ao voltar, Terry encontra Scott morto e também é assassinada. Na cabana principal, Mark espera Vickie para um encontro sexual, mas ao sair pra fora acaba sendo assassinado com uma facada na cabeça. Logo depois, Sandra e Jeff morrem empalados por uma lança enquanto fazem sexo. Vickie não encontra Mark e procura por ele pela casa até se deparar com um homem com um saco de pano na cabeça que a esfaqueia fatalmente.
Paul e Ginny retornam para o centro e estranham que as luzes estão acesas e todos sumiram. Eles procuram os monitores pela casa e encontram uma cama coberta de sangue. O assassino agora revelado como Jason ataca Paul e o deixa inconsiente. Ginny corre e se tranca na cozinha, mas o assassino empurra um forcado pela porta. Ela escapa e se esconde debaixo de uma cama. O assassino tenta atacá-la com o forcado, mas ela o fere com uma motosserra e se esconde na velha cabana, onde encontra os cadáveres dos monitores e um altar à luz de velas improvisado sobre uma mesa, no qual estão a cabeça decepada e o suéter da Sra. Voorhees.
Ginny veste o suéter e finge ser a mãe de Jason, conseguindo enganá-lo por um tempo. Ao perceber o truque, ele corta a perna dela. Paul aparece e luta com Jason, Ginny então aproveita a distração do assassino para acertá-lo com um facão. Com Jason derrubado, Ginny tira sua máscara e os dois veem o rosto deformado dele. No acampamento, um barulho os assusta, mas é apenas Muffin, a cadela de estimação de Terry. Repentinamente, Jason ressurge e ataca Ginny. Na manhã seguinte, ela está sendo levada pelos médicos enquanto pergunta por Paul que desapareceu. Enquanto isso, a cabeça da Sra. Voorhees continua rodeada de velas acesas.

## Elenco
Este é o elenco principal do filme, na ordem dos créditos registrados pelo Instituto Americano de Cinema:
| - Amy Steel como Ginny - John Furey como Paul - Adrienne King como Alice - Kirsten Baker como Terry - Stu Charno como Ted - Warrington Gillette como Jason Voorhees | - Walt Gorney como Crazy Ralph - Marta Kober como Sandra - Tom McBride como Mark - Bill Randolph como Jeff - Lauren-Marie Taylor como Vickie - Russell Todd como Scott | - Betsy Palmer como Sra. Voorhees - Cliff Cudney como Max - Jack Marks como O policial - Jerry Wallace como O vagante - Steve Daskawisz como Dublê de Jason |

## Produção

### Desenvolvimento
O sucesso de Friday the 13th (1980) motivou a Paramount Pictures e a Georgetown Productions a imediatamente planejarem uma sequência. Com os direitos de distribuição mundial adquiridos, Frank Mancuso, presidente da Paramount, declarou: "Queríamos que fosse um evento, onde os adolescentes correriam para os cinemas naquela sexta-feira para ver o novo episódio". A ideia inicial, proposta pelo diretor e produtor Sean S. Cunningham, era tornar Friday the 13th uma série de filmes de horror focada na sexta-feira 13, data relacionada ao azar; os longas-metragens seriam lançados anualmente, cada um com sua própria trama, sem continuidade entre si — essa ideia seria testada na franquia Halloween com o lançamento de Halloween III: Season of the Witch em 1982. O conceito de Cunningham foi abandonado quando os empresários Phil Scuderi (dono da rede de cinemas Theaters Esquire), Steve Minasian e Barsamian (um dos produtores do longa de 1980) insistiram que a sequência fosse centrada em Jason Voorhees, o filho da antagonista Pamela, embora a aparição dele tenha sido apenas uma brincadeira, uma forma de incluir um jump scare no final do primeiro filme.
Envolvido em alguns projetos de outros estúdios, Cunningham optou por não retornar à cadeira de diretor. Na época em que o filme começou a ser produzido, ele já estava receoso de ser rotulado como um "diretor de terror", opunha-se fortemente a fazer uma sequência centrada em Jason e abandonou o projeto definitivamente quando os produtores começaram a insistir nessa ideia. No documentário retrospectivo Crystal Lake Memories, lançado em 2013, assim ele justificou sua decisão: "Ter Jason saindo do lago [no final do  primeiro Friday the 13th] foi um artifício. Era justificável, mas não era para ser o começo de uma história... Eu simplesmente não entendia. Friday the 13th foi baseado na realidade. Quando você adicionou Jason como um personagem empunhando um facão, você estava mudando [a história] para uma base mitológica".
Steve Miner, um dos produtores associados do primeiro longa, viu o potencial na figura de Jason: "Quem era aquele garoto que saiu do lago? Ele era um sonho? Ele era real?". O cineasta disponibilizou-se a assumir a direção da segunda e da terceira partes da franquia. Friday the 13th Part 2 foi o primeiro longa-metragem dirigido por Miner para o cinema, embora ele já tivesse trabalhado como diretor de segunda unidade em algumas dos filmes que produziu e dirigido alguns filmes patrocinados. Enquanto trabalhava nas sequências, ele contratou muitos profissionais da equipe do primeiro longa. O projeto foi inicialmente intitulado Jason e as filmagens só foram autorizadas depois que a Georgetown Productions assinou um acordo provisório com o Screen Actors Guild, sindicato que havia deflagrado uma greve em 1980.
Frank Mancuso Jr., filho do presidente da Paramount, elevou o orçamento da produção para 1,25 milhão de dólares. Ele seguiria trabalhando como produtor nas futuras sequências da franquia e em Friday the 13th: The Series, atração televisiva que aproveitou a ideia descartada da criação de uma antologia baseada no título do filme. Um artigo publicado em maio de 1981 na Daily Variety afirmou que chegou a ser investido 1,4 milhão de dólares em Friday the 13th Part 2. Segundo relatos, a Warner Bros., distribuidora da obra original em alguns países, estava pronta para assumir a franquia caso a Paramount optasse por não continuar produzindo a sequência. Em setembro de 1980, apenas alguns meses após a estreia do filme original, a produção do segundo longa-metragem já estava bastante adiantada.

### Roteiro
A ideia de transformar Jason no vilão da sequência também não agradou a outros profissionais da equipe criativa do filme original. Além de Cunningham, o roteirista Victor Miller e o especialista em efeitos especiais e maquiagem Tom Savini recusaram-se a participar do projeto. Para Miller, a melhor parte do seu roteiro era que a história girava em torno da psicopatia da Sra. Voorhees, com a inesperada revelação de que uma figura materna havia se tornado uma assassina em série, movida pelo amor ao filho; Jason estava morto desde o início e foi idealizado como "uma vítima, não um vilão", funcionando apenas como o elemento motivador do enredo. Savini questionava por que Jason havia passado tantos anos sem entrar em contato com a mãe e outros detalhes que considerava inverossímeis: "Para Jason estar por perto hoje significa o quê? Ele sobreviveu vivendo de lagostins na margem do lago? Por 35 anos? Ninguém viu esse garoto andando por aí e crescendo?"
O roteirista Ron Kurz, que havia trabalhado em algumas reescritas do roteiro na primeira parte, foi contratado para substituir Miller. Miner e Kurz queriam superar o que consideravam ser os principais problemas da obra original. Eles decidiram seguir a estrutura geral do filme de 1980, porém, tentaram criar personagens mais realistas e corrigir certas falhas nos diálogos. Kurz procurou escrever personagens mais completos, evitando cenas como a do "strip Monopoly", na qual os jovens tiravam as roupas enquanto realizavam uma partida do jogo. A trama se passa cinco anos depois dos eventos do original e mostra um novo grupo de monitores estagiários num centro de treinamento próximo ao perigoso acampamento de Crystal Lake. Desta vez, a colônia de férias está pronta para receber as crianças e adolescentes, ao contrário do cenário visto no filme anterior, no qual os monitores ainda estavam reformando as dependências do acampamento.
Apesar das mudanças efetuadas em relação a personagens e diálogos, Miner e Kurz continuaram com a ênfase nas sequências criativas de morte. Assim como a Sra. Voorhees no primeiro filme, Jason mata os jovens de formas muito cruéis e inusitadas, incluindo cenas que envolvem corte na garganta com facão, estrangulamento com arame farpado, martelada na cabeça, assassinato de um cadeirante, e um casal que é morto durante a relação sexual. Segundo um artigo da Fangoria publicado na época, "a única coisa que salva essas cenas é que, em maioria, elas se passam em cenários e têm um senso de humor diferentes dos que foram usados no filme de Cunningham".

### Caracterização de Jason

No filme, Jason Voorhees não usa a conhecida máscara de hóquei, e sim um saco de pano para cobrir o rosto.

De acordo com descrições feitas por Miner, no segundo filme Jason está cinco anos mais velho, sobreviveu ao afogamento que sofreu quando criança e não é um morto-vivo, como alguns rumores especulavam na época. O garoto visto por Alice na cena do pesadelo em Friday the 13th não teria sido o verdadeiro Jason, o que justificaria a grande mudança na aparência dele. Embora a voz do personagem possa ser ouvida no filme original através do que seriam imitações feitas por sua mãe, na continuação ele é completamente silencioso, pois "não pode ou, pelo menos, não quer falar". Jason havia se tornado um sujeito corpulento, deformado e rude que vivia como um eremita numa cabana em ruínas no meio da floresta, alimentando-se de plantas, insetos e outros animais.
O personagem veste um macacão jeans com uma camisa xadrez por baixo e usa botas de trabalho pretas, um visual que o aproxima do estereótipo norte-americano do hillbilly. Durante a maior parte da trama, ele cobre o rosto com um saco de pano que tem apenas um orifício cortado para permitir a visão do olho esquerdo e que é fixado à cabeça por uma corda amarrada em volta do pescoço. O capuz improvisado é por vezes descrito como um saco de estopa, um saco para batatas ou uma fronha. O cabelo de Jason é comprido e desgrenhado, um detalhe de continuidade que seria ignorado nas próximas sequências, pois ele fica repentinamente careca logo nas cenas iniciais do terceiro longa-metragem, que funciona como continuação direta do segundo filme. Sua conhecida máscara de hóquei no gelo também só começaria a ser usada a partir da terceira parte.
A ideia de esconder a face do vilão com um saco teria sido inspirada em dois filmes lançados recentemente na época. O primeiro é The Elephant Man (1980), sobre a história real de Joseph Merrick que, afetado por severas deformações faciais causadas por uma doença congênita, cobria o rosto com um saco de estopa quando estava em público. O segundo é The Town That Dreaded Sundown (1976), cujo vilão, baseado em um assassino real, também usava um saco na cabeça, com a diferença de que seu disfarce tinha dois orifícios para os olhos. Contudo, alguns envolvidos na produção creditam à figurinista Ellen Lutter a ideia de ocultar o rosto de Jason; ela teria simplesmente concluído que o saco de pano seria um material facilmente acessível para um "homem do mato" encontrar e usar na cabeça. Miner declarou que as filmagens de Friday the 13th Part 2 terminaram pouco antes do lançamento de The Elephant Man e que a semelhança entre a forma de esconder o rosto dos personagens "foi uma infeliz coincidência".

### Escolha do elenco
Miner conseguiu contratar Betsy Palmer para uma participação especial como Sra. Voorhees, apesar da relutância da artista, que havia recebido críticas negativas por sua participação no primeiro longa-metragem. O crítico Gene Siskel chegou a divulgar o endereço de Palmer na cidade natal dela e estimulou seus leitores a escreverem para a atriz expressando descontentamento com sua presença em um filme como aquele. Ela declarou alguns anos depois: "Eu nunca vi o segundo [filme], ouvi dizer que minha cabeça está na geladeira e cercada por velas com uma aparência muito medonha. Talvez eu tenha feito um pequeno voice-over, mas foi só isso". Além de aparecer em flashbacks do filme de 1980, Palmer atua brevemente na cena em que Ginny consegue enganar Jason, fazendo-o acreditar que ela é a Sra. Voorhees.
Inicialmente, planejava-se que Adrienne King protagonizasse o filme no papel de Alice, a final girl do primeiro longa. No entanto, após o sucesso do filme original, a atriz começou a ser perseguida insistentemente por um fã obcecado e, traumatizada, decidiu interromper sua carreira na atuação. Quando abordada pelos produtores do segundo filme, ela pediu que seu papel fosse bem reduzido, embora no documentário Crystal Lake Memories: The Complete History of Friday the 13th seja relatado que seu agente pediu um cachê mais alto para ela, valor que o estúdio não podia pagar. Walt Gorney também retornou ao seu papel, o excêntrico Crazy Ralph. Miner comentou: "Walt é realmente um ator muito dedicado. Acho que ele tende a viver seus papéis. Durante nosso descanso entre as tomadas, Walt ficava falando sozinho. Não sei se ele faz isso na vida real, mas ele fez no set. Crazy Ralph é tão estranho que talvez Walt tivesse que agir de maneira estranha o tempo todo para se manter no personagem".
Sem o protagonismo de Alice, uma nova heroína foi criada para enfrentar Jason: Ginny, uma monitora de acampamento e estudante de psicologia. Miner gostaria que ela demonstrasse independência assim como Alice, mas que fosse interpretada por uma atriz que "injetasse apelo sexual" ao papel. Ele acreditava que "Hitchcock descobriu, com Tippi Hedren e outras", que os fãs de filmes de terror gostam de atrizes principais que seguem "um molde tradicional e descaradamente sensual". Depois de um extenso teste de elenco em Nova Iorque, Amy Steel foi escolhida para o papel. Ela comentou: "Gostei da minha personagem [...] porque ela não era uma boba total. Era inteligente, confiante e você sabia que havia algo que a motivava". O par romântico de Ginny, Paul, foi interpretado por John Furey. Sobre sua escalação, ele comentou: "Foi apenas um acaso. Steve Miner disse: 'Escolha algumas cenas que deseja ler'. Li a cena da fogueira. Achei que ele gostou um pouco de mim, mas nunca se sabe. [...] Nunca tinha visto um filme de terror antes. Então Steve me levou para ver The Texas Chain Saw Massacre. Foi uma loucura. Ele meio que me convenceu a fazer isso."
O escolhido para interpretar Jason foi Warrington Gillette, que havia feito teste para o papel de Paul. Segundo ele, "na verdade, ninguém fazia um teste para um papel de terror como Jason", que na época era "uma entidade desconhecida". Após filmar apenas uma cena, na qual o assassino aparece com o rosto revelado, Gillette deixou a produção porque não conseguia realizar sequências de ação necessárias para o personagem. Assim, o coordenador de cenas de ação Cliff Cudney convidou Steve Daskawisz (também conhecido como Steve Dash) para interpretar, na função de dublê, o vilão. Daskawisz, que havia aparecido brevemente em filmes como Nighthawks (1981), surpreendeu-se ao descobrir que o personagem não teria falas, mesmo sendo o antagonista principal, e passaria a maior parte do filme com um saco na cabeça. Apesar disso, ele esperava ver seu nome entre os créditos do elenco principal, pois havia feito quase todas as cenas em que o vilão está com o rosto escondido. No entanto, Daskawisz foi listado apenas como dublê, enquanto Gillette recebeu o crédito na tela pela interpretação de Jason.
Jovens atores, alguns dos quais também trabalhavam como modelos na época, foram selecionados para interpretar os monitores que estão em treinamento no centro Packanack Lodge, dirigido por Paul nas proximidades do acampamento de Crystal Lake. Kirsten Baker, modelo e atriz de papéis anteriores em comédias de apelo erótico, interpretou Terry, protagonizando vários momentos sensuais, incluindo uma cena de mergulho nu à noite. Stu Charno foi escalado como Ted, um nerd que é amigo do casal Sandra e Jeff, interpretados respectivamente por Marta Kober e Bill Randolph. O modelo Tom McBride, em sua estreia como ator no cinema, desempenhou o papel de Mark, um ex-atleta e jogador de futebol americano que ficou com as pernas paralisadas após sofrer um acidente de motocicleta. Mark desperta interesse em Vickie, interpretada por Lauren-Marie Taylor, também em seu primeiro longa-metragem. O modelo e ator Russell Todd interpretou Scott, estagiário que flerta com Terry.
Cudney, o coordenador de dublês responsável pela escalação de Daskawisz, também fez uma pequena aparição na tela no papel de Max, o dono de um posto de gasolina. O oficial Winslow, encarregado de impedir a entrada de intrusos na área proibida do acampamento, foi interpretado por Jack Marks. Ao contrário do primeiro longa, que apresentou um pequeno grupo de monitores em Crystal Lake, a sequência contou com um número maior de conselheiros no centro de treinamento. Além dos intérpretes principais, juntaram-se ao elenco David Brand, China Chen, Carolyn Louden, Jaime Perry, Tom Shea e Jill Voight, que foram listados como "conselheiros adicionais" (em inglês, extra counselors) nos créditos de encerramento. A cadela que atuou no filme, Muffin, foi treinada pela Dawn Animal Agency, de Nova Iorque.

### Filmagens

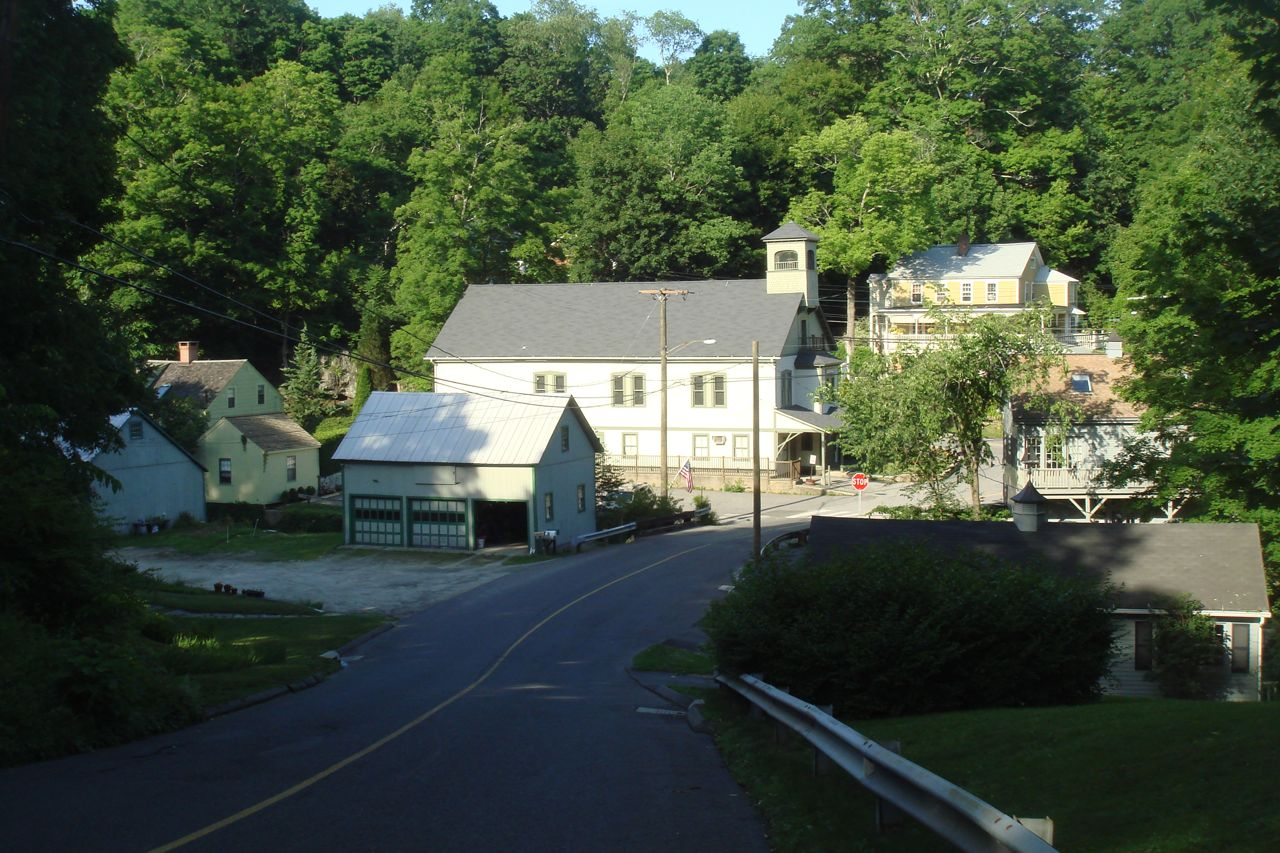
A pequena localidade de New Preston, em Connecticut, foi uma das locações do filme.

As filmagens ocorreram por volta de setembro a outubro de 1980 nas regiões de Kent, New Preston e Warren, em Connecticut, as quais compuseram a ambientação bucólica do filme. Em Kent, foram registrados cenas em Camp Kenmont, um acampamento de verão real do qual as crianças frequentadoras haviam recentemente voltado para casa, e em Bromica Lodge, que serviu como cenário do alojamento dos jovens monitores na trama. Camp Kenmont tinha uma extensão de floresta onde o casebre de Jason foi construído e fazia fronteira com um lago no qual cenas adicionais foram gravadas. As sequências que se passam no bar foram filmadas no The Casino, um bar e cassino que ficava localizado em New Preston até ser destruído em um incêndio poucos anos depois do lançamento do longa.
Quando incialmente abordado pelos produtores do filme, o dirigente do acampamento Kenmont recusou-se a autorizar as filmagens no local, receando que as gravações causassem danos materiais à sua propriedade. Ele posteriormente aceitou a proposta com a condição de que nenhuma tomada panorâmica do local fosse registrada, pois temia que a imagem de seu estabelecimento fosse prejudicada "se as crianças soubessem que Jason estava nadando no mesmo lago que elas". Elenco e equipe trabalhavam à noite e dormiam durante o dia. Uma banda real de Kent na época, The Smokey Boys, aparece tocando em uma das cenas no bar. A Paramount usou vários outros talentos locais para fazer figuração; esses moradores não receberam cachê, mas ganharam como recordação camisetas com uma inscrição que dizia que eles haviam sido figurantes no longa-metragem.
A cena de abertura do filme, que mostra Alice sendo morta por Jason no próprio apartamento dela, foi filmada sem roteiro pronto, de forma improvisada. King declarou que até chegar ao set nem sequer sabia que os produtores haviam decidido matar sua personagem. Durante a filmagem, o picador de gelo cenográfico não se retraiu na cabeça de King, machucando realmente a atriz. Nessa sequência inicial, o vilão não foi interpretado nem por Daskawisz nem por Gillette. Com a intenção de confundir o espectador, as pernas e os pés vistos no momento em que Jason se aproxima da casa de Alice são da figurinista do filme, Ellen Lutter, marcando a primeira e única vez em que Jason foi interpretado por uma mulher na franquia. As mãos que perfuram a cabeça de Alice e depois tiram um bule do queimador do fogão são de Jerry Wallace, um assistente de produção. Ao contrário de Lutter, que não foi creditada por sua interpretação, Wallace foi listado como "The prowler" ("O vagante") nos créditos finais.
Durante as gravações do clímax do filme, Steel cortou com um facão a mão de Daskawisz, que foi levado às pressas para o pronto-socorro e recebeu mais de treze pontos num dos dedos. Steel explicou: "eu deveria baixar o facão na contagem de três  [...] para que meu facão e a picareta dele colidissem. Claro que eu estava muito nervosa. O diretor contou 'um...' e eu abaixei em dois, direto no dedo de Steve". O intérprete de Jason sofreu outros ferimentos durante a produção. Em uma cena de perseguição à Ginny, ele saltou e caiu acidentalmente sobre a picareta que segurava, quebrando quatro costelas. Todos os dias, o saco de pano era colado com fita adesiva na pele de Daskawisz para que o capuz ficasse fixado e bem posicionado na cabeça. O ator desenvolveu queimaduras em decorrência da constante fricção do material em sua pele e, para evitar que no próximo filme os intérpretes do vilão tivessem o mesmo problema, os produtores decidiram substituir o saco de pano por uma máscara de hóquei.
A sequência do clímax em que Jason, então interpretado por Gillette, atravessa uma janela e agarra a personagem de Steel por trás levou alguns dias para ser concluída. O elenco teve que repetir a cena por aproximadamente três vezes, visto que era necessário recolocar a janela no lugar a cada nova tomada. A produção usou uma câmera de alta velocidade que produzia um ruído muito alto. Steel relatou que sua reação de susto foi bastante autêntica, pois ela estava realmente muito tensa e amendrontada durante o registros dessa cena. As várias próteses faciais que representavam as deformidades do assassino forçavam Gillette a manter um dos olhos fechado por cerca de 20 horas a cada tomada, o que o fazia perder toda a percepção de profundidade enquanto atuava. Segundo rumor, Furey teria abandonado o filme antes do fim das gravações, já que seu personagem Paul não apareceu no final. No entanto, algumas fontes afirmam que o desaparecimento de Paul teria sido intencional desde o início.

### Efeitos especiais
O técnico em efeitos especiais da produção original, Tom Savini, foi convidado para trabalhar no filme, mas recusou por já estar envolvido em outros dois projetos — The Burning (1981) e Midnight (1982) —, além de não ter concordado com a ideia de Jason ser o assassino. Ele também afirmou que teve "falhas de comunicação" com os patrocinadores de Friday the 13th Part 2 e que gostou mais do roteiro de The Burning. Miner então convidou seu amigo Stan Winston, que futuramente venceria o Oscar, para substituir Savini. Devido a diversos conflitos de agenda, Winston também teve que abandonar o projeto, deixando elaborado apenas o molde negativo de Palmer para a cabeça decepada da Sra. Voorhees. Por indicação de Dick Smith, Miner trouxe Carl Fullerton para o departamento de efeitos. O cineasta decidiu contratar Fullerton após surpreender-se com o trabalho dele no longa de terror Wolfen (1981), particularmente com uma cabeça decepada "incrivelmente realista e extraordinária" construída pelo artista.

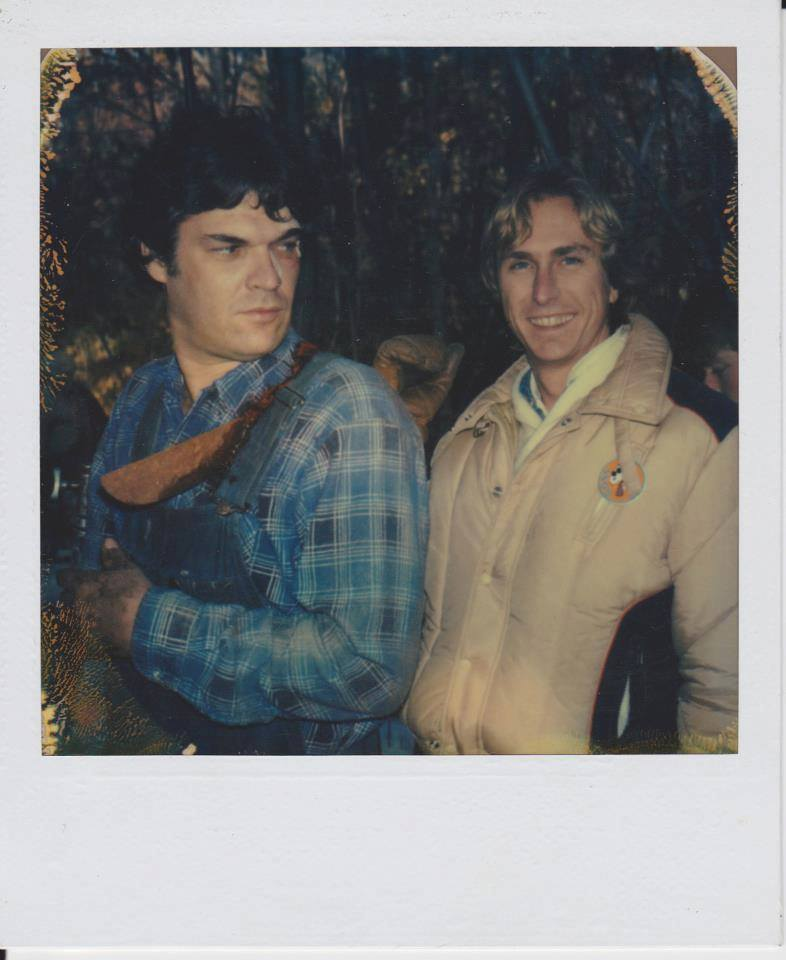
Steve Daskawish (à esquerda) e o diretor Steve Miner em foto de bastidores. Daskawisz, usando o traje de Jason, está com um facão cenográfico acoplado ao ombro para simular a ferramenta cravada no personagem nos momentos finais do longa-metragem.

Miner comentou que o trabalho de maquiagem mais elaborado foi o usado na sequência do duplo empalamento de Jeff (Bill Randolph) e Sandra (Martha Kober), mortos em pleno ato sexual. Uma cama especial com fundo falso foi projetada para conseguir o efeito da lança perfurando simultaneamente as costas de  Jeff, deitado por cima, e o abdome de Sandra. Kober deitou-se no chão contra um sofá, com a cabeça apoiada num travesseiro e o corpo escondido sob a cama. Randolph deitou-se sobre a atriz, deixando apenas a cabeça e os braços visíveis para a câmera. Usando gelatina, Fullerton criou um torso protético que foi fixado nas costas de Randolph e posicionado na cama, dando a impressão de que ambos os atores estavam deitados, o que exigiu que eles permanecessem em posição desconfortável por várias horas. Fullerton obteve a configuração desejada após cravar a lança no centro do torso falso, fazendo-o soltar alguns pedaços que pareciam lascas de carne rasgada. O sangue cenográfico, feito de geleia e outros materiais, foi expelido por uma espécie de tanque de pressão de ar. Para decepção de Fullerton e sua equipe, quase todos os efeitos da cena foram cortados na versão final do longa.
A sequência da morte de Mark (Tom McBride), atingido no rosto por um facão e arremessado para trás em sua cadeira de rodas escada abaixo, mostrou a primeira e única vítima cadeirante da franquia. Fullerton elaborou de forma muito simples uma máscara especial para o ator usar, com base em uma máscara de receptor de beisebol na qual foi colocado isopor. O facão foi contruído com madeira balsa e acoplado na máscara. Afastando a lâmina do rosto de McBride, a filmagem foi reproduzida ao contrário para criar a ilusão de que o personagem havia sido acertado no rosto pela ferramenta. Depois de obtido o efeito do impacto em close-up, McBride foi substituído pelo dublê Tony Farentino, que foi jogado de costas escada abaixo usando um equipamento para evitar que a cadeira de rodas perdesse o controle.
Para a sequência da degolação de Scott foi elaborado uma peça de maquiagem que foi fixada no pescoço do ator Russell Todd. Um tipo especial de mangueira foi colado na peça para simular o jorramento de sangue. Todd ficou realmente pendurado de cabeça para baixo em uma árvore para simular o personagem preso em uma armadilha enquanto Jason corta-lhe a garganta. O efeito do facão que é cravado por Ginny no ombro de Jason numa das últimas cenas foi conseguido por meio de um tipo de soldagem da lâmina no ombro de Daskawisz, que sofreu uma queimadura quando o objeto quebrou numa das vezes em que Fullerton realizou o procedimento. A chuva que se vê no filme era artificial e foi obtida com a ajuda de uma equipe de bombeiros voluntários das localidades de Kent e Warren, os quais borrifavam água com mangueiras de alta pressão contra os cenários das locações principais.
A pedido de Miner, Fullerton criou a maquiagem do visual adulto de Jason procurando manter as deformidades faciais estabelecidas por Savini no filme original para a versão infantil do personagem. Em apenas um dia, Fullerton projetou e esculpiu uma nova cabeça para o vilão, acrescentando-lhe longos cabelos ruivos e barba. Gillette demorava cerca de seis horas para colocar as próteses de borracha em todo o rosto e tinha que manter um olho fechado para sustentar a peça que representava um "olho caído". Uma vez com o rosto completamente coberto, Gillette não conseguia comer, além de passar pelo intenso desconforto causado por implantes dentários usados para distorcer-lhe a face. Segundo o ator, a maquiagem não era uma "máscara", por ser composta de muitos componentes diferentes, mas sim "uma criação de arte que quando finalizada teve que ser destruída". Miner comentou que Gillette teve que passar duas vezes pela cadeira de maquiagem, pois a primeira tentativa de filmar a sequência da revelação do rosto de Jason não teve um resultado satisfatório. O cineasta admitiu que essa foi uma das cenas que ele não conseguiu coordenar da maneira que desejava.
As sequências do empalamento de Jeff e Sandra e do assassinato de Mark costumam ser comparadas a duas cenas do filme italiano Reazione a catena (1971), dirigido por Mario Bava e considerado uma das obras precursoras do gênero slasher, além de apontado como influência para o próprio Friday the 13th (1980). Distribuído nos Estados Unidos com títulos como Bay of Blood e Twitch of Death Nerve, esse longa também apresenta uma cena na qual um jovem tem o rosto golpeado com um facão e outra na qual um casal é empalado na cama durante o sexo, com similar destaque para a ponta da lança indo em direção ao chão. Nesta última, a diferença é que o assassino crava a lança nas costas da mulher, enquanto em Friday the 13th Part 2 é o homem quem tem o dorso diretamente atingido. Apesar das semelhanças, Miner negou ter assistido à produção italiana na época. Cunningham, por sua vez, disse nunca ter ouvido falar do filme de Bava até o lançamento do longa dirigido por Miner.

### Edição e pós-produção
Assim como seu antecessor, Friday the 13th Part 2 teve dificuldade em receber da Motion Picture Association of America (MPAA) a classificação R, que permite a exibição nos cinemas a menores de 17 anos acompanhados por um adulto. Ao revisar o longa, o setor administrativo da associação advertiu a Paul Hagger, executivo da Paramount, que o "acúmulo de violência durante o filme" poderia levar a uma classificação X (restrito ao público adulto), ainda que cortes consideráveis fossem feitos. Dessa forma, cerca de 48 segundos do filme tiveram que ser excluídos, o que removeu a maior parte dos efeitos sangrentos das sequências de morte. Essas cenas foram considerados perdidas por quase quatro décadas até serem divulgadas numa coleção em mídia doméstica, lançada em 2020 pela Scream Factory, com todos os filmes da franquia. A Paramount, entretanto, insiste que a filmagem não utilizada foi completamente descartada do estúdio e que não há uma versão estendida do filme em seus cofres.
O assassinato de Jeff e Sandra foi o ponto que mais chamou a atenção dos censores, que consideraram particularmente ofensivo o conteúdo violento dessa sequência. Isso levou a uma forte reedição da cena, com os artistas de efeitos especiais expressando sua frustração por terem seus trabalhos censurados a ponto de os efeitos serem excluídos quase totalmente da versão final. Ainda assim, uma foto dessa cena foi publicada na revista Fangoria em uma matéria de cobertura dos bastidores da produção antes de o filme ser lançado; posteriormente, essa imagem foi reutilizada como ilustração da contracapa de um lançamento em VHS. Além disso, a cena de sexo entre os personagens, que ocorre antes de eles serem empalados, incluía originalmente um momento em que Marta Kober, menor de idade na época das gravações, seria vista com nudez frontal completa. Assim que a Paramount descobriu a verdadeira idade da atriz, foi ordenado que essa filmagem fosse completamente excluída.
No final original, depois que Ginny é levada para a ambulância gritando por Paul, a câmera daria um zoom na cabeça mumificada da Sra. Voorhees, que abriria os olhos e sorriria. A intenção era que isso funcionasse como uma resposta para Ginny, deixando claro que Paul havia morrido. Para criar essa última cena, a atriz Connie Hogan (não creditada) foi totalmente maquiada como a Sra. Voorhees e encaixou sua cabeça por um buraco no altar improvisado, dando a impressão de que apenas a própria cabeça estava colocada em cima da mesa. Entretanto, o sorriso da mãe de Jason foi removido da versão final porque os cineastas concluíram que tal detalhe deixaria a cena muito extravagante e sem ressonância com o público, não funcionando como encerramento do filme. Até hoje, a filmagem desse final alternativo nunca foi divulgada.

### Música
A partitura do filme foi composta por Harry Manfredini, que também assinou a música do primeiro longa-metragem. Em cerca de três semanas, o artista criou todas as composições e optou por tornar a trilha sonora apenas uma extensão de seu trabalho para o filme de 1980. Ele usou as mesmas sonoridades, fragmentos melódicos e harmonia, incluindo cordas sinfônicas sinistras, tons de caixa de música perturbadores e o motivo vocal onipresente "ki-ki-ki, ma-ma-ma", derivado de uma fala da Sra. Voorhees ("Kill her, mommy") e que se tornaria parte da identidade da franquia por também ser usado nas demais continuações. Nas palavras do compositor: "Fiquei com todo o mesmo material e abordei-o da mesma forma que no primeiro filme, tanto quanto pude". Ele até recontratou sua equipe original formada por treze músicos e, devido a restrições orçamentárias, gravou no mesmo estúdio de porão no qual trabalhou na produção anterior.
Embora as duas partituras sejam semelhantes em muitos aspectos, Manfredini também tentou uma abordagem diferente. De acordo com ele, o desafio era adaptar a música ao contexto do segundo longa que, ao contrário do antecessor, seria um autêntico filme de terror com um vilão definido e não um suspense de mistério centrado na revelação da identidade do assassino. Sentindo-se muito inspirado pela cena em que Ginny veste o suéter da Sra. Voorhees e fala com Jason, o músico usou seu novo equipamento na época, um sintetizador Korg, para criar deslocamentos de oitava em certas sonoridades que ajudassem a evocar o trabalho psicológico que a personagem estava fazendo no assassino. Na peça da partitura ouvida durante a sequência em que Jason e Paul se enfrentam pela primeira vez, há uma ligeira referência ao estilo do compositor modernista Leonard Rosenman, responsável pela trilha musical da animação The Lord of the Rings (1978).
Em 1982, a Gramavision Records disponibilizou um LP com quatro faixas de peças selecionadas das partituras de Manfredini para os três primeiros filmes da cinessérie; o lançamento apresentava arte 3D em azul/vermelho na capa e contracapa. Em 13 de janeiro de 2012, a La-La Land Records lançou uma caixa coletânea de seis CDs em edição limitada contendo as partituras de Manfredini dos seis primeiros filmes. A edição esgotou em menos de 24 horas. A partitura de Friday the 13th Part 2 foi disponibilizada de forma completa e individual pela primeira vez em maio de 2015 pela Waxworks Records; na época, Manfredini havia encontrado recentemente as fitas originais nos cofres da Paramount e ajudou a masterizar e restaurar o material para um lançamento em vinil. Em novembro de 2017, a La-La Land relançou as trilhas sonoras do segundo e do terceiro filmes, em um conjunto de dois CDs com o master recording idêntico ao usado nos discos dos dois longas na coletânea esgotada em 2012.

## Lançamento e recepção

### Divulgação
A Paramount gastou aproximadamente 2 milhões de dólares em publicidade durante a primeira semana de lançamento e a campanha vinculava a sequência ao primeiro filme com a tagline "A contagem de corpos continua". O designer Spiros Angelikas, envolvido na criação do pôster do filme de 1980, criou o cartaz promocional do segundo longa com uma ilustração, inspirada no final de Friday the 13th e na própria peça publicitária da obra original, representando um Jason adulto emergindo do lago e atacando uma jovem numa canoa. A imagem foi encomendada pela Paramount e Georgetown Productions e, embora os produtores tenham gostado do trabalho, decidiram guardar a revelação do personagem Jason para o filme em si. Sem tempo suficiente para elaboração de uma nova ilustração, um pôster simplificado apenas com texto e fundo preto foi rapidamente enviado aos cinemas para a promoção inicial do filme. Pouco depois, elementos do design do cartaz original (silhueta do assassino com machado) passaram a ser usados em anúncios de jornais e outros meios de divulgação. Depois de quase vinte anos, a arte a arte original do pôster de Angelikas finalmente foi divulgada ao público.

### Bilheteria
Friday the 13th Part 2 foi lançado nos cinemas dos Estados Unidos em 1 de maio de 1981, arrecadando 6 429 784 dólares nos primeiros três dias, tornando-se a abertura de fim de semana de maior bilheteria de um lançamento original naquele ano até então. Um artigo da Daily Variety de 15 de maio de 1981 observou que a receita de bilheteria do filme havia caído 37% no fim de semana. Após doze dias, já contava com um faturamento bruto de 13 045 189 dólares, resultado considerado "decente" em razão do "fraco" desempenho geral do mercado cinematográfico naquele momento e, com base nisso, o filme já era visto como lucrativo.
O longa foi exibido em 1 350 salas e obteve uma receita bruta total de 21 722 776 dólares ante seu orçamento de 1 250 000. Esse resultado representa menos da metade da receita do filme anterior, cuja arrecadação mundial é estimada em 59 754 601 dólares. Foi o 35º filme de maior bilheteria de 1981, tendo enfrentado forte concorrência de lançamentos de horror de alto perfil, como Omen III: The Final Conflict, The Evil Dead, The Howling, My Bloody Valentine, Happy Birthday to Me, Halloween II e The Burning. Segundo o ranking de bilheteria da franquia publicado pelo Box Office Mojo, Friday the 13th Part 2 é o sétimo filme em arrecadação financeira.

### Crítica

#### Resenhas contemporâneas ao filme
Assim como seu antecessor, Friday the 13th Part 2 teve uma recepção crítica inicialmente negativa. Roger Ebert, escrevendo para o Chicago Sun-Times, atribuiu-lhe meia estrela e disse: "Este filme é um cruzamento entre os gêneros Matador Louco e Adolescente Morto; cerca de duas dúzias de filmes por ano mostram um assassino ensandecido, e todos são tão ruins quanto este. Alguns têm um pouco mais de enredo, alguns têm um pouco menos. Não interessa". John Corry, do The New York Times, reprovou o enredo, as atuações, a exploração da "nudez adolescente" e questionou: "O público, insistem os agentes, 'exigiu' a sequência. Pode-se imaginar esse público, agachado em drive-ins e cinemas de bairro em toda a América, jogando 'galinha'. Quem vai piscar primeiro em uma decapitação? Quem vai virar a cabeça quando o facão corta a jugular? Será uma forma de medir o machismo".
Gary Arnold, do The Washington Post, destacou a morte do personagem cadeirante como um dos "brainstorms mais desagradáveis". Apesar disso, ele considerou Miner "menos sanguinário do que os diretores de Friday the 13th, The Exterminator ou Mother's Day, criticando os "cortes de choque jocosos" do cineasta, como quando ele corta de um plano que mostra "um cachorrinho possivelmente mutilado para cachorros-quentes assando na grelha ou de uma cabeça recém-cortada para parceiros sexuais chegando ao clímax". A Variety disse que o entusiasmo do público diminuiria ao reconhecer "muitas das mesmas voltas e reviravoltas usadas no original" e acrescentou: "Stever Miner não [conduz] as cenas com o talento do produtor-diretor original Sean Cunningham, nem é capaz de criar as mesmas situações de assassinato nauseantemente realistas".
Helen Verongos, do The Clarion-Ledger, escreveu: "Friday the 13th Part 2 obviamente não pretende ser mais do que é, um thriller barato — muito barato mesmo — voltado para o mercado adolescente [...]. É projetado para ser previsível o suficiente para fazer o aluno médio da quarta série se sentir perspicaz. Uma pena que o aluno médio da quarta série não possa entrar". Rick Groen, do The Globe and Mail, comentou sobre o elenco: "O mesmo bando de garotos se reúne num acampamento de verão para encontrar seu destino previsível. Mais uma vez, seus talentos dramáticos desafiam qualquer avaliação, já que a maioria fica por aí apenas o tempo suficiente para tirar as roupas limitadas de adolescente americano e assumir o papel limitado de vítima sangrenta — ambos os atos realizados apenas uma vez, sempre nessa ordem".
Em crítica no The Journal Herald, Terry Lawson considerou o filme um "show de horrores de efeitos especiais para um público imune à violência" e "apelativo e gratuito". Em publicação no Arizona Daily Star, Jacqi Tully elogiou os efeitos especiais, destacando Jason como uma "figura efetivamente nojenta" e resumiu: "Bruto é uma ótima maneira de descrevê-lo. Assustador, sangrento e violento também vêm à mente. Também muito eficaz". Howard Pouser, do The Atlanta Constitution, foi menos elogioso, considerando o retorno de Jason como um "arranjo muito ridículo, porém, não mais absurdo do que o que segue. [...] Antes que você perceba, mais oito pessoas foram assassinadas de praticamente todas as maneiras: um pescoço cortado por arame farpado, um crânio despedaçado, uma jugular acertada por facão, um coração espetado, et al."

#### Visão em retrospecto
No agregador de críticas cinematográficas e televisivas Rotten Tomatoes, o filme tem uma taxa de aprovação de 28% com base em 43 resenhas de críticos especializados, o que determina uma classificação média de 4,4/10. O site apresenta o seguinte consenso crítico: "Friday the 13th Part 2 define o modelo para a franquia seguir com mais vítimas adolescentes, mais cenas horríveis e menos razões para continuar acompanhando". O Metacritic, outro agregador de críticas de cinema e televisão, atribuiu ao longa-metragem uma pontuação média ponderada de 26 em 100, com base em oito críticas, indicando "avaliações geralmente desfavoráveis". Em 2021, Friday the 13th Part 2 era o quinto longa-metragem da cinessérie com melhor classificação na listagem do Rotten Tomatoes e o sexto com maior pontuação no Metacritic.
Jeremiah Kipp, em crítica publicada em 2009 na Slant Magazine, classificou o longa-metragem com uma pontuação de 2,5/4 estrelas e o descreveu como "entretenimento no sentido carnavalesco da palavra, uma reminescência das casas mal assombradas de feiras rurais, que reconhecidamente tem um tipo de charme próprio". Ele também enfatizou: "A esta altura, todos sabem o que esperar desse tipo de filme, mas o que é surpreendente é como a crueza do baixo orçamento, a película cinematográfica barata fervilhando de grãos e os esquemas de iluminação desbotados dão ao filme uma espécie de base na realidade". Para o autor, os elementos aterrorizantes da produção, tão criticados na época do lançamento original devido aos efeitos especiais violentos, funcionariam na atualidade como "agradáveis sustos catárticos" diante dos "terrores da vida real".
Ao analisar o lançamento do filme em Blu-ray, David Harley, do Bloody Disgusting, disse: "Não se distancia exatamente da fórmula do filme original — nem da maioria das outras sequências — mas Friday the 13th Part 2 permanece como uma produção icônica e importante na série devido à introdução de Jason como o antagonista da série e ao uso de filmes de terror italianos como inspiração para suas cenas de morte — mais notavelmente, a morte por lança durante a cópula de A Bay of Blood, de Mario Bava". Scott Meslow, do periódico The Week, o descreveu como um filme de transição que misturou elementos do original e aqueles que apareceriam posteriormente na série. Ele destacou que, apesar de Friday the 13th ter se tornado uma das franquias mais extensas do cinema de terror, criar uma continuação para o primeiro filme representou um "desafio criativo", considerando que o desfecho da obra original encerrava completamente a história e nenhum dos envolvidos tinha intenção de fazer uma sequência.
Comentando uma edição em DVD da obra, Eric Goldman, em sua crítica no portal IGN, descreveu Friday the 13th Part 2 como um dos exemplares mais "sólidos" entre os quatro primeiros filmes da cinessérie, nos quais costuma-se considerar que Jason ainda é retratado como um humano mortal e não o zumbi padronizado na maioria das produções subsequentes. Goldman destaca a personalidade simpática da personagem Ginny, a qual ele considera uma das protagonistas mais atraentes da série, assim como as "matanças inteligentes e divertidas que são a marca registrada da franquia", concluindo: "Ninguém vai confundir isso com Cinema de Qualidade, e é marcado por um final confuso e obscuro. Porém, há algumas boas emoções ao longo do caminho e certamente provou que esta seria uma série com potencial para continuar".

## Mídia relacionada e legado

### Romantização
Uma romantização baseada no roteiro de Ron Kurz e escrita por Simon Hawke foi publicada pela New American Libray em 1988. Assim como outras quatro adaptações literárias oficiais de longas da franquia publicadas entre 1982 e 1988, este livro contém cenas e diálogos até então desconhecidos do filme que fornecem mais informações sobre os diversos personagens e situações que ocorrem ao longo da história mostrada na tela. Um detalhe não esclarecido no filme mas explicado no romance envolve a morte de Alice: é mencionado que ela foi assassinada após retornar à cidade de Crystal Lake numa tentativa de superar seu trauma decorrente do massacre do qual escapou no filme original. Isso desmente a hipótese levantada por parte do público de que Jason teria viajado até a residência dela na Califórnia para matá-la.

### Mídia doméstica
A obra foi lançada em VHS e Betamax nos Estados Unidos pela Paramount Home Video em 1981. Edições em VHS foram relançadas pela empresa em 1988, 1994 e 1999. A Paramount lançou o filme em DVD originalmente em 19 de outubro de 1999, numa versão widescreen padrão apresentando o trailer do cinema como o único bônus. Em 2004, todos os filmes da série de propriedade da Paramount (do original ao oitavo) foram reunidos pela primeira vez em uma caixa coletânea em DVD intitulada From Crystal Lake to Manhattan e, desta vez, Friday the 13th Part 2, assim como os demais filmes, foi acompanhado de um disco contendo entrevistas com o elenco e a equipe. O filme e a coleção foram indicados no ano seguinte ao Prêmio Satellite na categoria "Melhor extra de DVD" pelos documentários apresentados.
Em fevereiro de 2009, a Paramount lançou uma "edição de luxo" do filme em DVD e Blu-ray, que incluía vários documentários e o trailer promocional. A transferência anamórfica desta edição trouxe uma ligeira melhoria em relação à versão de 2004, com menos manchas e cores um pouco mais fortes, porém, algumas cenas ainda apresentam imagens escuras e granulação. Em 2011, foi disponibilizado em uma coleção de DVD de quatro discos junto com o primeiro, terceiro e quarto filmes da franquia. Foi novamente incluído em duas caixas coletâneas em DVD/Blu-ray: Friday the 13th: The Ultimate Collection, edição limitada lançada em 2011 com uma réplica da máscara de Jason, um livreto de oito páginas para colecionadores e dois pares de óculos 3D; e Friday the 13th: The Complete Collection (2013), esta última nomeada em 2014 ao Prêmio Saturno de Melhor coleção de DVD. The Ultimate Collection foi relançada em 2018 em uma caixa de oito discos com todos os filmes convertidos para Blu-ray.

#### Relançamento de 2020

Um quadro da cena original do assassinato de Sandra e Jeff, censurada na versão final do filme.

Em outubro de 2020, a Scream Factory (divisão da empresa de vídeo doméstico Shout! Factory) lançou uma caixa coletânea de 16 discos Blu-ray com os 12 filmes da franquia, incluindo todos os extras disponibilizados em edições anteriores, além de bônus até então inéditos, tais como novos comentários em áudio com equipe e elenco. Esse lançamento apresentou uma varredura 4K do negativo original da câmera de Friday the 13th Part 2 e também trouxe a público as cenas cortadas por exigência da MPAA e consideradas há muito perdidas. Esse material foi encontrado quando Edwin Samuelson, produtor de conteúdo bônus da Scream Factory, contatou Fullerton e este lembrou-se de ter mostrado as cenas para o artista de efeitos especiais Greg Nicotero; descobriu-se que Fullerton estava de posse das filmagens, as quais ele havia preservado no momento da produção do filme com a intenção de incorporá-las ao seu portfólio, e para isso havia registrado-as em uma fita VHS antiga. Samuelson, seu co-produtor Peter Bracke (autor do livro Crystal Lake Memories), o ator Bill Randolph e outros funcionários da Scream Factory uniram esforços para recuperar digitalmente as cenas.
Os clipes excluídos não têm áudio e, devido à baixa qualidade das imagens provenientes da gravação analógica, foram apresentados como um suplemento independente em vez de serem reintegrados ao filme. Samuelson comentou que vários minutos haviam sido removidos do filme e não apenas os 48 segundos que teriam sido originalmente vetados pela MPAA. Entre os registros recuperados, estão uma versão mais gráfica da cena do empalamento duplo de Jeff e Sandra, uma tomada da morte de Alice que mostra o momento em que o picador de gelo penetra em seu rosto, mais alguns segundos de Crazy Ralph sendo estrangulado até a morte contra uma árvore, uma tomada ligeiramente estendida do guarda morrendo após levar a martelada no crânio, uma versão mais longa e sangrenta do corte no pescoço de Scott e alguns segundos extras do assassinato de Mark nos quais se vê brevemente o facão atingindo diretamente seu rosto.

### Sequência
A continuação do filme, Friday the 13th Part III, foi lançada em 1982 e também foi dirigida por Miner. Notabilizou-se por mostrar pela primeira vez Jason usando uma máscara de hóquei, algo que se tornaria a marca registrada do personagem e da franquia. O desfecho de Friday the 13th Part 2 tem sido motivo de discussão entre os fãs, o que se deve principalmente a discrepâncias narrativas em relação ao enredo da terceira parte. No que concerne à cena em que Jason salta por uma janela ao final da Parte 2, Ron Kurz afirmou que esse momento aconteceu na realidade e que Paul foi morto fora da tela. No entanto, o começo do terceiro filme, ao repetir o final do antecessor, mostra Jason retirando o facão do ombro e rastejando para longe enquanto Ginny e Paul deixam a cabana. Isso retrataria o salto do vilão como uma sequência de sonho, pois, no momento em que ele atravessa a janela, o facão ainda está visivelmente cravado em seu ombro. Além disso, também no início da Parte 3, um noticiário informa que oito corpos foram encontrados em Packanack Lodge, o que excluiria Paul dessa contagem, uma vez que Jason faz oito vítimas no acampamento ao longo da trama.
Outro ponto controverso em relação à linha do tempo entre os dois filmes é o fato de a continuação abandonar repentinamente o visual criado por Fullerton para o Jason adulto. Apesar de a história da terceira parte ser ambientada no dia seguinte aos acontecimentos do filme anterior, o vilão aparenta estar bem mais polido e imponente. Alguns fãs teorizaram que, aceitando a premissa de que a sequência em que se vê Jason com barba e cabelos compridos refletiria um sonho em vez da realidade, pode-se concluir que os eventos da cena em que o assassino aparece com o rosto revelado não teriam realmente acontecido. Assim, o que foi representado teria sido apenas a suposição de Ginny quanto à aparência do rosto de Jason sob o saco de pano, em vez da aparência real do personagem, o que justificaria a quebra de continuidade.

### Reconhecimento e homenagens
O filme marcou a primeira aparição de Jason como o antagonista principal da franquia, algo que se manteria pelas próximas sequências, tornando o personagem um ícone do cinema de terror. Também apresentou o vilão em sua primeira versão adulta, a qual Meslow descreve como "sem forma definida e mais emocional do que o assassino imparável que surge mais tarde na franquia". O autor comenta ainda que houve uma tentativa "inteligente" de fazer de Jason uma "espécie de versão slasher barata" de Norman Bates, interpretado por Anthony Perkins em Psycho (1960), dada a obsessão de ambos os personagens por suas respectivas mães. Corey Callahan, do Horror Obsessive, observa que, embora Jason seja introduzido como o assassino, ele ainda não é o "vilão icônico que os fãs conheceriam e amariam", sendo distintamente humano, o que o torna mais verossímil: "Friday the 13th Part 2 é apenas um cara assustador correndo pela floresta perseguindo e matando pessoas, que é realmente tudo o que precisa ser".
Em 2010, imagens do filme apareceram na montagem de tributo aos filmes de terror na  82.ª edição do Oscar; foram usados trechos da cena final em Jason salta da janela e do momento em que ele levanta sua faca antes de matar Vickie. O filme foi listado como o segundo melhor da franquia nos rankings publicados por Entertainment Weekly (2014), Bloody Disgusting (2018) e Variety (2020), que destacou suas cenas de morte como as mais famosas de toda a série, elogiou a direção de Miner e enalteceu Steel por sua "atuação adorável que a eleva ao topo da categoria de heroínas de filmes de terror". O longa também aparece, respectivamente, em terceiro e quarto lugar em listagens semelhantes publicadas por New Musical Express (2019) e Paste (2020). O filme de terror Fear Street Part Two: 1978 (2021), distribuído pela Netflix e baseado na obra de R.L. Stine, presta uma homenagem a Friday the 13th Part 2 em vários aspectos, tais como a presença de um antagonista que age sob a influência de uma lembrança materna sombria e vingativa, um altar sangrento e, principalmente, um assassino armado com um machado e que usa um saco sobre a cabeça.